# Miss Grand International
Miss Grand International je mezinárodní soutěž krásy, založená v Thajsku Nawat Itsaragrisil v roce 2013. Historicky první ročník se konal na podzim roku 2013. Podobně jako v mezinárodní soutěži Miss Universe se rozhoduje o nejkrásnější dívce z mnoha států světa. Pořádá ji Miss Grand International Organization (anglická zkrátka MGIO), která sídlí v Bangkoku a jejími spoluvlastníky jsou Nawat Itsaragrisil a Teresa Chaivisut. Účastnice soutěže nesmějí být vdané či rozvedené a nesmějí mít děti. Minimální věk je 18 let a maximální 27 let.
V České republice vlastní licenci soutěž Miss Czech Republic od roku 2015, kde její zástupkyně reprezentují Českou republiku na této soutěži. První zástupkyni Markéta Břízová však vyslala soutěž Česká Miss, avšak bez úspěchu.

## Vítězové soutěže
| ročník | rok  | Vítězka                            | Země                   | Datum konání      | Místo konání                      | Počet účastníků |
| ------ | ---- | ---------------------------------- | ---------------------- | ----------------- | --------------------------------- | --------------- |
| 1.     | 2013 | Janelee Chaparro                   | Portoriko              | 19. listopad 2013 | Bangkok, Thajsko                  | 71              |
| 2.     | 2014 | Lees Garcia                        | Kuba                   | 7. říjen 2014     | Bangkok, Thajsko                  | 85              |
| 3.     | 2015 | Anea Garcia (Odstup)               | Dominikánská republika | 25. říjen 2015    | Bangkok, Thajsko                  | 77              |
| 3.     | 2015 | Claire Elizabeth Parker (Sesazení) | Austrálie              | 25. říjen 2015    | Bangkok, Thajsko                  | 77              |
| 4.     | 2016 | Ariska Putri Pertiwi               | Indonésie              | 25. říjen 2016    | Las Vegas, Spojené státy americké | 74              |
| 5.     | 2017 | María José Lora                    | Peru                   | 25. říjen 2017    | Phu Quoc, Vietnam                 | 77              |
| 6.     | 2018 | Clara Sosa                         | Paraguay               | 25. říjen 2018    | Rangún, Myanmar (Barma)           | 75              |
| 7.     | 2019 | Valentina Figuera                  | Venezuela              | 25. říjen 2019    | Caracas, Venezuela                | 60              |
| 8.     | 2020 | Abena Appiah                       | Spojené státy americké | 27. březen 2021   | Bangkok, Thajsko                  | 63              |
| 9.     | 2021 | Nguyễn Thúc Thùy Tiên              | Vietnam                | 4. prosinec 2021  | Bangkok, Thajsko                  | 59              |
| 10.    | 2022 | Isabella Menin                     | Brazílie               | 25. říjen 2022    | Jakarta, Indonésie                | 68              |
| 11.    | 2023 | Luciana Fuster                     | Peru                   | 25. říjen 2023    | Ho Či Minovo Město, Vietnam       | 69              |
| 12.    | 2024 | Rachel Gupta                       | Indie                  | 25. říjen 2024    | Bangkok, Thajsko                  | 68              |

### Galerie vítězek

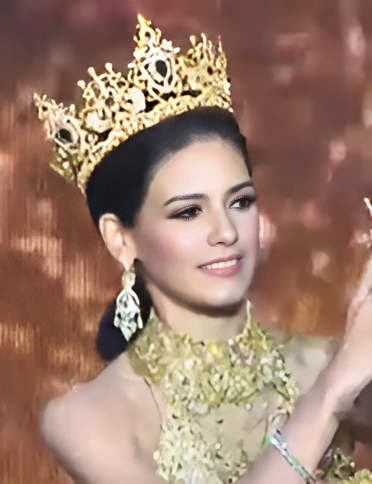
Miss Grand International 2013 Janelee Chaparro Portoriko
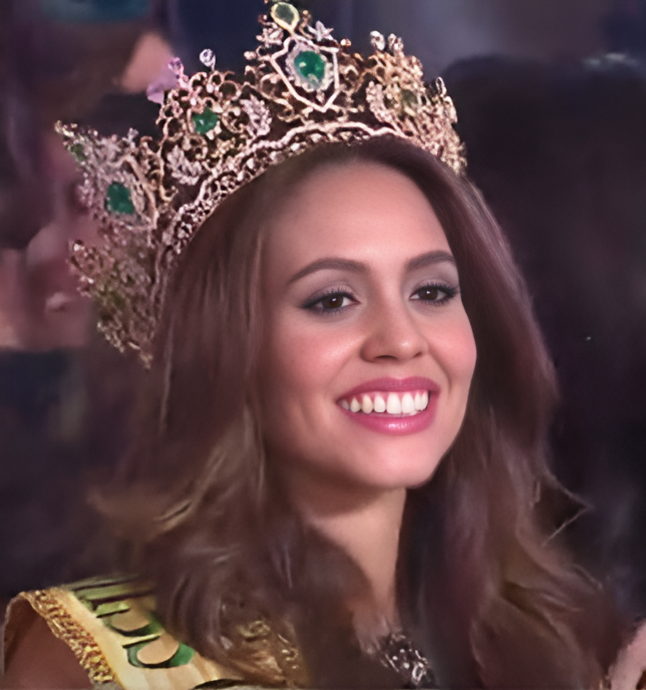
Miss Grand International 2014 Lees Garcia Kuba
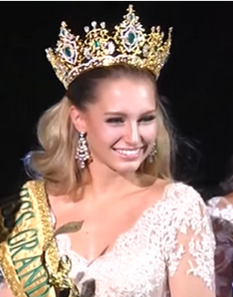
Miss Grand International 2015 Claire Elizabeth Parker Austrálie
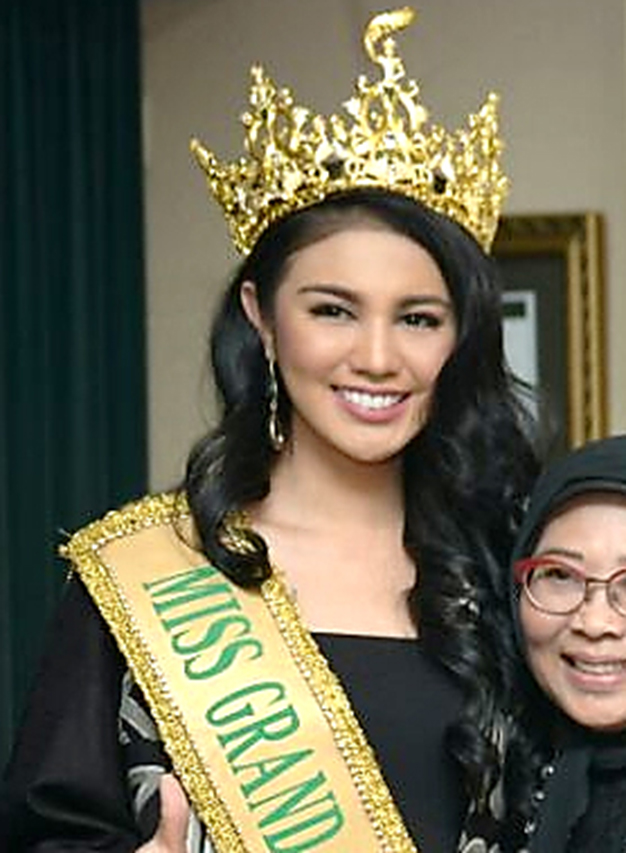
Miss Grand International 2016Ariska Putri Pertiwi Indonésie
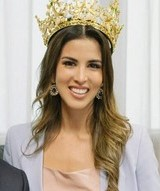
Miss Grand International 2017María José Lora Peru
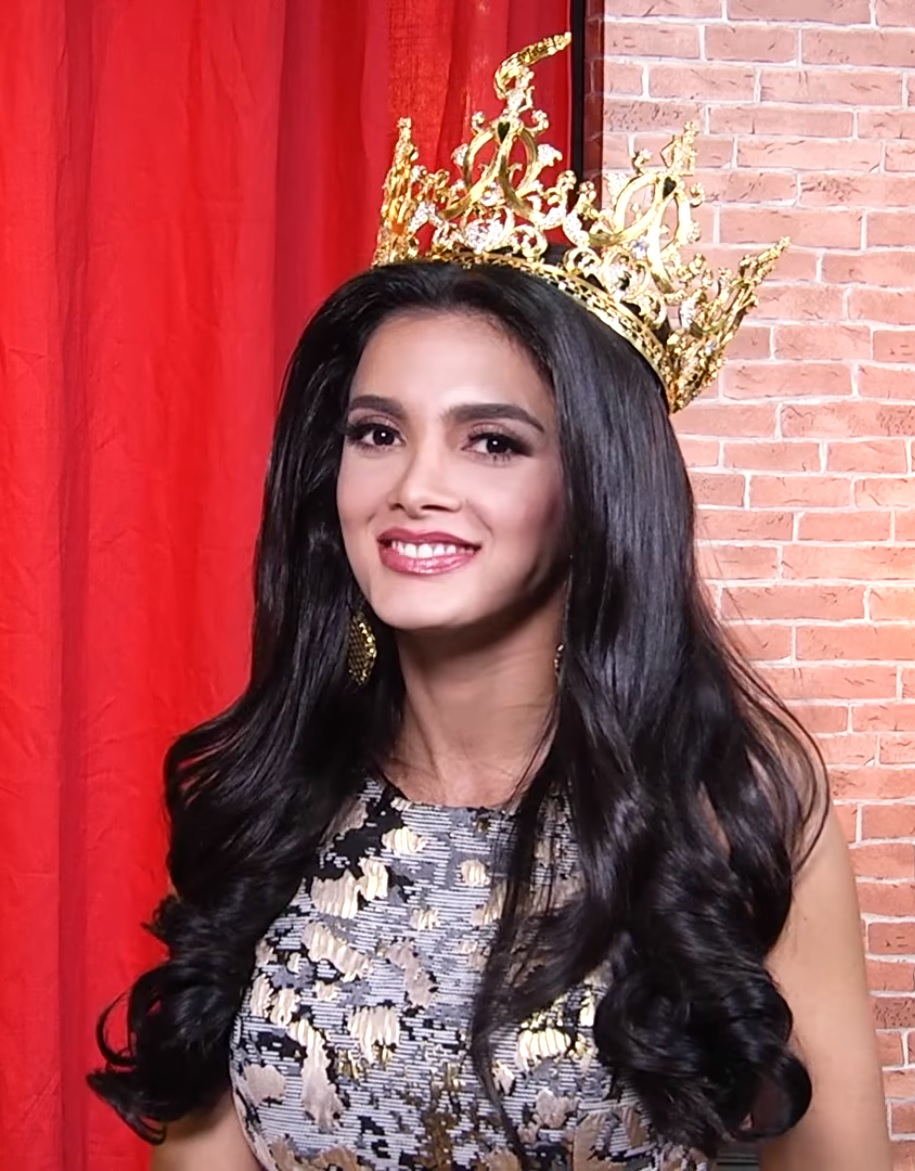
Miss Grand International 2018Clara Sosa Paraguay
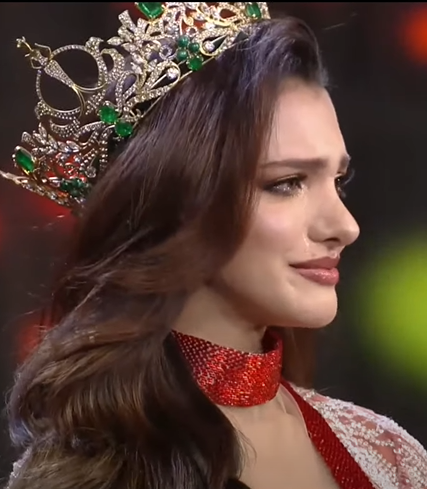
Miss Grand International 2019Valentina Figuera Venezuela
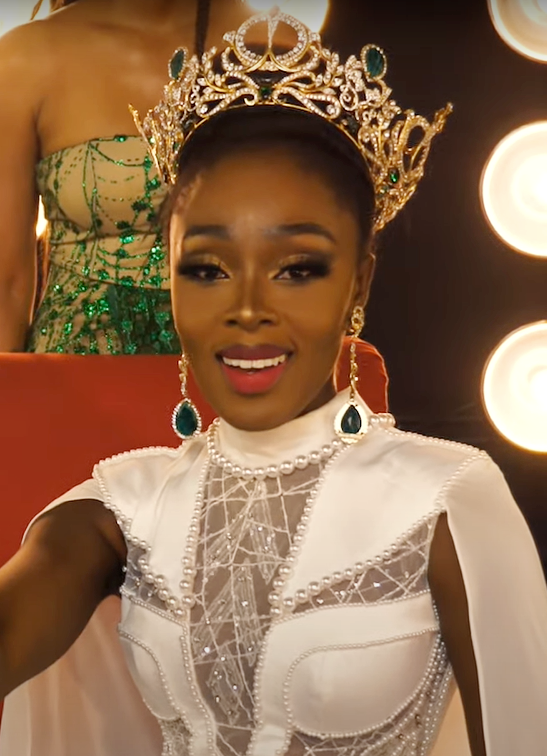
Miss Grand International 2020Abena Appiah Spojené státy americké
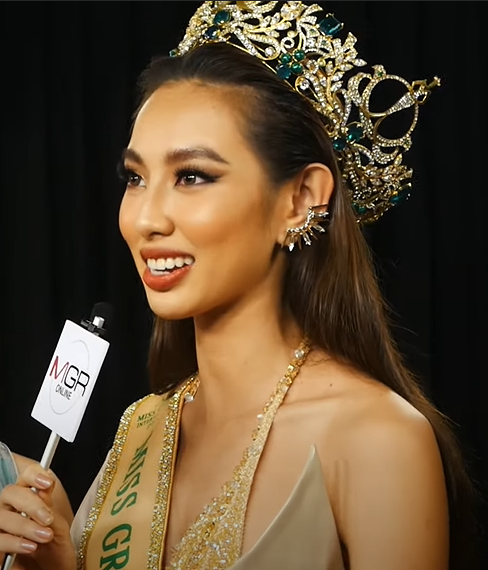
Miss Grand International 2021Nguyễn Thúc Thùy Tiên Vietnam
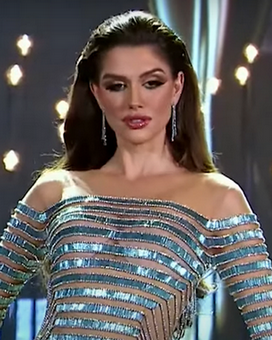
Miss Grand International 2022Isabella Menin Brazílie
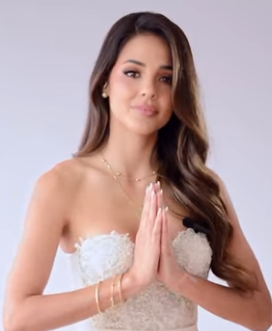
Miss Grand International 2023Luciana Fuster Peru
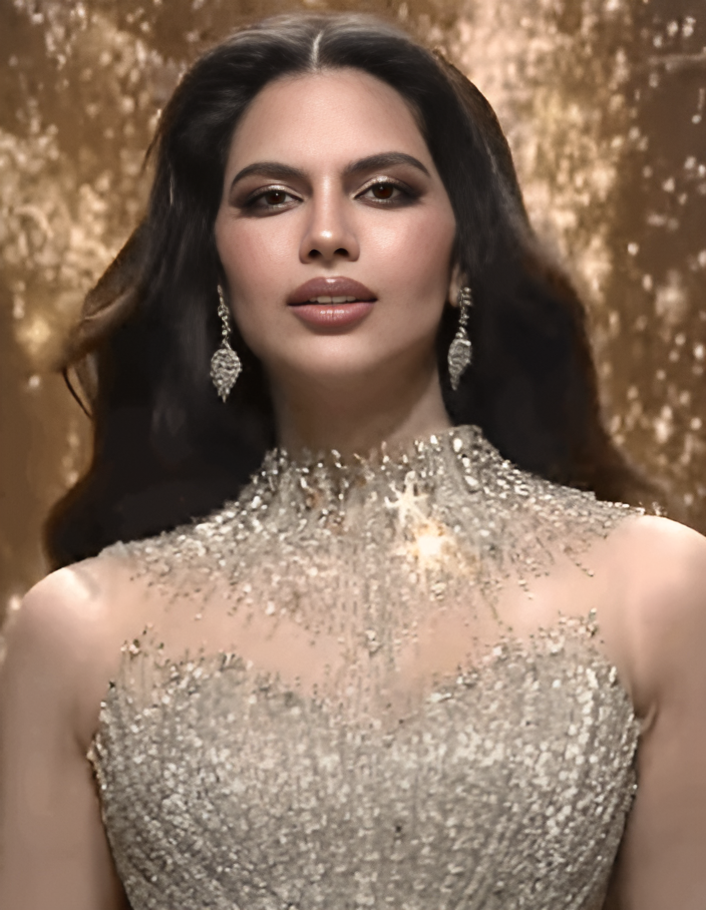
Miss Grand International 2024Rachel Gupta Indie

### Počet vítězství jednotlivých zemí
| Země                   | Počet titulů | Roky vítězství |
| ---------------------- | ------------ | -------------- |
| Peru                   | 2            | 2017, 2023     |
| Indie                  | 1            | 2024           |
| Brazílie               | 1            | 2022           |
| Vietnam                | 1            | 2021           |
| Spojené státy americké | 1            | 2020           |
| Venezuela              | 1            | 2019           |
| Paraguay               | 1            | 2018           |
| Indonésie              | 1            | 2016           |
| Austrálie              | 1            | 2015 (Náhrada) |
| Dominikánská republika | 1            | 2015 (Odstup)  |
| Kuba                   | 1            | 2014           |
| Portoriko              | 1            | 2013           |

## Kontroverzní situace na Miss Grand International
Miss Grand International 2015 Anea Garcia z Dominikánská republika odmítla plnění reprezentačních povinností. Byla zbavena titulu, který po ní převzala první vicemiss Claire Elizabeth Parker z Austrálie, která však byla počátkem roku 2019 prezidentem soutěže Nawathem sesazena kvůli svému přihlášení do Miss Universe Australia.

## Úspěchy českých žen

### České reprezentantky na Miss Grand International

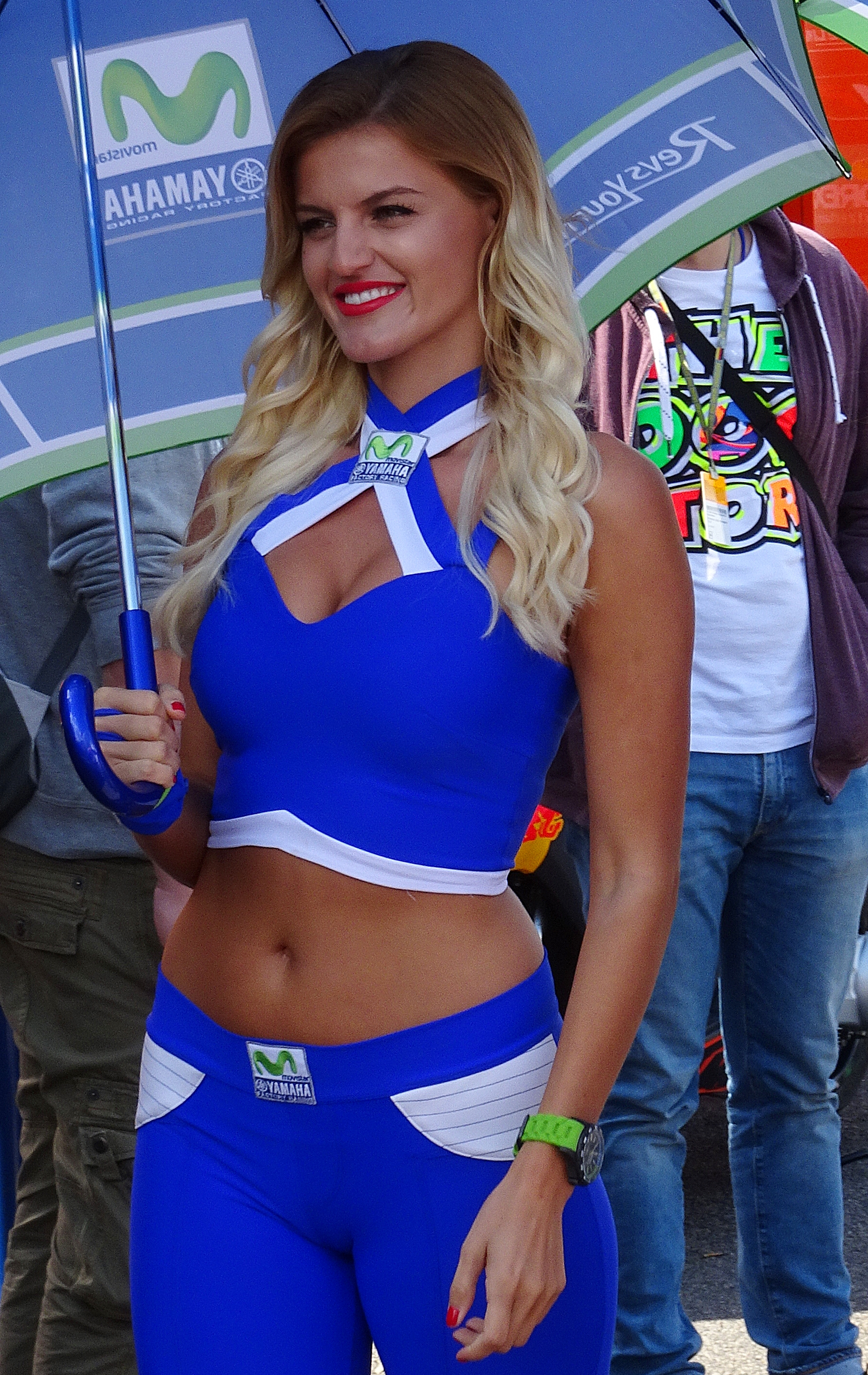
Miss Grand Česká republika 2014 Jana Zapletalová

Barevný klíč;
- Vítězka
- Finalistka
- Semifinalistka
- Čtvrtfinalistka

| Rok  | Jméno a příjmení  | Kraje           | Česká soutěž                   | Umístění v české soutěži      | Umístění v Miss Grand International |
| ---- | ----------------- | --------------- | ------------------------------ | ----------------------------- | ----------------------------------- |
| 2013 | Markéta Břízová   | Moravskoslezský | Česká Miss 2013                | Finalistka                    | Ne                                  |
| 2014 | Jana Zapletalová  |                 | Miss Grand Czech Republic 2014 | Jmenován                      | Ne                                  |
| 2015 | Taťána Makarenko  | Praha           | Miss Czech Republic            | ředitelka Miss Czech Republic | TOP 20, 11. místo                   |
| 2016 | Monika Vaculíková | Moravskoslezský | Miss Czech Republic 2015       | Vítězka                       | Ne                                  |
| 2017 | Nikola Uhlířová   | Moravskoslezský | Miss Czech Republic 2016       | Vítězka                       | IV. vicemiss, 5. místo              |
| 2018 | Kristýna Langová  | Moravskoslezský | Miss Czech Republic 2017/18    | I. vicemiss                   | Ne                                  |
| 2019 | Maria Boichenko   | Praha           | Miss Czech Republic 2019       | I. vicemiss                   | TOP 20, 11. místo                   |
| 2020 | Denisa Spergerová | Jihočeský       | Miss Czech Republic 2019       | Vítězka                       | Top 10, 9. místo                    |